# Staalmeesterslaan
De Staalmeesterslaan is een laan in Amsterdam-West. De straat is op 14 oktober 1964 vernoemd naar het schilderij De staalmeesters van Rembrandt van Rijn.

## Inrichting
De straat, die van zuid naar noord loopt vormt de westerse grens van het Rembrandtpark. Ze werd in de loop van de jaren zeventig een parallelweg van de Ringweg-West, zonder dat ze daarmee een directe verbinding heeft. De straat begint bij de Postjesweg en loopt tot aan de Jan Evertsenstraat. De straat ligt in het verlengde van de Nachtwachtlaan en heeft omdat ze tegelijk werden ingericht hetzelfde uiterlijk. Vanuit het zuiden gezien staan er eerst vier torenflats. Deze torenflats, met vijftien bouwlagen en parkeergarages en vijftig meter hoog, maken deel uit van een complex dat werd ontworpen door Piet Zanstra, Ab Gmelig Meyling en Peter de Clercq Zubli. Dat complex bestaat uit totaal negen torenflats en twee kantoorgebouwen aan de Staalmeesterslaan en Nachtwachtlaan. Het wooncomplex, waarvoor rond 18 juni 1969 de eerste heipaal de grond inging, zou 810 woningen herbergen. In de ogen van Cornelis van Eesteren was het terrein van de straat en bebouwing nog onderdeel van het Rembrandtpark. Dat park lag lang op de tekentafel vanwege geldgebrek en zou eigenlijk pas nadat de flats klaar waren ingericht worden. Bij de bouw van de flats is rekening gehouden met een langzame overgang tussen het park en de bebouwing. De straat is lommerrijk en de parkeergarages liggen onder beplanting naar een ontwerp van de landschapsarchitecte van het park, Janneke Willemsen/Janneke Theelen.

## Rembrandtparkgebouw
Daar waar de Nachtwachtlaan in het zuiden begint met een hoog kantoorgebouw Ringpark, sluit de Staalmeesterslaan in het noorden af met een complex, waarin na oplevering kantoren werden gevestigd. De AMRO-bank had er een van haar hoofdvestigingen. Het complex bestaat uit hoog- en laagbouw, respectievelijk 21 en 3 bouwlagen, waartussen en waaronder ook nog een parkeergarage is gebouwd. Tussen die hoog- en laagbouw is ook nog het kunstwerk Zanstra en Zanstra te vinden. Bij oplevering viel het gebouw niet alleen voor wat betreft hoogte op (ze is met 19 verdiepingen op de plint hoger dan de torenflats). Ook de combinatie van grijs beton (grindbeton) met glasstroken met toepassing van oranje spiegelfolie was hier een opvallende verschijning. Nadat de genoemde bank vertrok kwamen er andere bedrijven, die zich in kolos met een vloeroppervlak van meer dan 35.000 m², vestigden. Rond 2010, toen het enige tijd leeg had gestaan werd een grondige renovatie en herinrichting gestart, waarbij de kantoorfunctie verdween. De nieuwe gebruikers, het Ramada Apollohotel (in de hoogbouw) en de Hotelschool The Hague (in de laagbouw), waren van een andere orde. Bij die renovatie verdween het rood aandoende glas, het werd vervangen door blauw glas, dat een vriendelijker uitstraling zou hebben (toenmalig inzicht). Tevens werd het gebouw, aldus is de mening, beter ingebed in haar omgeving; er kwamen terrassen met groenvoorzieningen. De voormalige entreepartij tussen de gebouwen verdween, zodat ook het kunstwerk verplaatst moest worden. Voor het hotel van meer dan 400 kamers werden speciale badcellen geconstrueerd, die als prefab eenheid in de toren werden gehesen. Er werden tevens conferentiezalen en een restaurant ingebouwd. In de laagbouw kwamen behalve typische schoolonderdelen, maar ook studentenkamers, een conciërgewoning, een oefenhotel en –restaurant. Ze kreeg daarbij een ingang aan de Jan Evertsenstraat.